# Aide juridique
Pour les articles homonymes, voir AJ.
Ne doit pas être confondu avec Commis d'office (film).
L'aide juridique, aide juridictionnelle ou assistance judiciaire (parfois abrégée AJ) est une aide financière ou juridique que l'État accorde aux justiciables dont les revenus sont insuffisants pour accéder à la justice.
Elle prend en charge, en totalité ou en partie, les frais de procédure et d'expertise, et les honoraires de l'avocat, l'aide étant versée directement à celui-ci.
Le Brésil est le seul pays où la constitution a prévu la création d'un bureau d'avocats payés par le gouvernement, qui ont pour mission spécifique d'apporter une aide juridictionnelle gratuite aux pauvres. Plusieurs pays ont prévu aide juridictionnelle sous diverses modalités et à diverses conditions, comme Singapour, l'Angleterre, l'Inde, et la Hongrie. Elle existe dans la plupart des démocraties libérales dont la France. En Angleterre et au pays de Galles, elle est fournie par la Legal Services Commission (en) (Commission des services juridiques).

## Histoire
De nombreuses civilisations ou formes de droits coutumiers ont accordé la possibilité à un accusé de se défendre et d'être aidé dans sa défense, dont en France où l'ordre judiciaire intègre depuis longtemps une dimension de bienfaisance judiciaire, considérant qu'il est nécessaire de « donner aux pauvres des défenseurs gratuits » comme l'a écrit le juriste et encyclopédiste André-Jean Boucher d'Argis (magistrat de Paris). C'était notamment parfois le cas pour des handicapés mentaux, des enfants et plus généralement pour les plus pauvres.

## Par pays

### Allemagne
En Allemagne, l'aide juridictionnelle est apportée seulement dans les affaires civiles, s'il y a une chance raisonnable de gagner le procès. Dans les affaires criminelles, seul un conseil juridique est apporté. 

### Canada
Au Canada, l'aide juridique est sous la responsabilité des provinces.

### États-Unis
S'il existait une aide juridictionnelle embryonnaire aux États-Unis dans les années 1870, celle-ci ne s'est véritablement développé que dans les années 1960, au même moment que le mouvement pour les droits civiques. La Fondation Ford fut l'un des organismes ayant commencé à financer de tels programmes. En 1963, une décision de la Cour suprême dans l'affaire Gideon v. Wainwright (en) a stipulé que le Quatorzième Amendement de la Constitution impose au gouvernement d'accorder l'aide juridictionnelle aux justiciables indigents dans les affaires criminelles.
Le Congrès créa en 1974 le Legal Services Corporation (en) (LSC, Corporation des Services juridiques), une association privée à but non lucratif, fournissant une aide juridictionnelle au niveau fédéral. L'association est l'héritière de l'Office of Economic Opportunity (en) créé par le président Lyndon Johnson dans le cadre de la « guerre contre la pauvreté », et dirigée à l'origine par R. Sargent Shriver, qui sera candidat à la vice-présidence lors des élections de 1972, en tandem avec George McGovern. Le financement public de la Legal Services Corporation a fortement varié en fonction des gouvernements au pouvoir, baissant notamment sous la présidence de Reagan dans les années 1980.
Outre cette association, l'aide juridictionnelle est aussi fournie par les legal clinic, des programmes propres aux facultés de droit américaines et assurée par les étudiants en droit. Selon un rapport de 2005 de LSC, au total, les différents bureaux d'aide juridictionnelle n'arrivent à satisfaire qu'environ 20 % des besoins juridictionnels estimés des populations défavorisées dans le pays. L'absence d'aide juridictionnelle dans certains États a été l'un des motifs, pour l'American Bar Association (Association du barreau américain), d'adopter en 1997 une position abolitionniste concernant la peine de mort.
Il faut souligner le travail important effectué aux États-Unis par l'ONG Gideon's Promise pour généraliser l'aide juridictionnelle dans le pays. Créée en 2007, elle a aujourd'hui des bureaux dans 16 états et a reçu de nombreuses récompenses.
L'avocat de l'accusé est le plus souvent un "commis d'office" qui ne peut passer que quelques minutes avec son client avant d'entamer les négociations avec le procureur. Il n'existe pas de données au niveau fédéral, mais des statistiques concernant l’État de Washington indiquent que les avocats commis d'office travaillent en moyenne moins d'une heure sur chaque cas.

### France
En France, l'aide juridictionnelle peut être accordée pour toute action en justice, que ce soit, notamment devant :
- une juridiction judiciaire : tribunal d'instance, tribunal de grande instance, conseil de prud'hommes, tribunal de commerce, cour d'appel, Cour de cassation…
- une juridiction administrative : tribunal administratif, cour administrative d'appel, Conseil d'État, Cour nationale du droit d'asile…

ainsi qu'à l'occasion de l'exécution d'une décision de justice ou de tout autre titre exécutoire.
L’État dépense 300 millions d'euros par an pour celle-ci, près de 900 000 justiciables en bénéficiant par an ; cela n'empêche pas les insuffisances du système d'être fortement critiquées par les commis d'office.

#### Conditions de ressources
Pour bénéficier de l'aide, le revenu fiscal de référence ou, à défaut, les ressources imposables doivent être inférieure à un plafond annuel fixé par décret. Est également examiné le patrimoine mobilier et immobilier (hors domicile et lieu d'exercice professionnel).
La justification des ressources n'est pas exigée dans les situations suivantes :
- les bénéficiaires du revenu de solidarité active (RSA) ou du fonds national de solidarité ou d'insertion. Il suffit de fournir l'attestation d'attribution, car elle atteste de faibles ressources ;
- les personnes formulant une demande sur le fondement du code des pensions militaires d’invalidité et des victimes de la guerre ;
- les mineurs entendus dans toute procédure les concernant ;
- les victimes des crimes d’atteintes les plus graves (d’atteintes volontaires à la vie ou à l’intégrité de la personne) ;
- les victimes de viol ;
- les victimes d'actes de terrorisme ;
- les ayants droit (héritiers) des victimes des infractions mentionnées.

#### Situations particulières
L'aide peut être accordée à des personnes étrangères, dans un des cas suivants :
- un ressortissant de l’un des États membres de l’Union européenne ;
- un ressortissant d’un État ayant conclu une convention internationale avec la France ;
- une personne résidant habituellement en France (et cela, depuis 2024, sans condition de régularité du séjour[10]). Cette condition de résidence n’est pas exigée notamment si le justiciable est mineur, témoin assisté, mis en examen, prévenu, accusé, condamné, partie civile ou s'il fait l'objet de la procédure de comparution sur reconnaissance préalable de culpabilité (article 3 de la loi).

L’assistance d'un avocat est également accordée, sans condition de ressources, à :
- la personne détenue faisant l'objet d'une procédure disciplinaire ou d'isolement en établissement pénitentiaire ;
- la personne gardée à vue, dont l’intervention d’un avocat désigné d’office pour s’entretenir avec elle, est nécessaire.

### Suisse
L'assistance judiciaire est garantie par l'article 29 de la Constitution fédérale,. En droit pénal, elle est précisée par l'article 136 du Code de procédure pénale.
L’assistance judiciaire est organisée par canton, et elle est accordée si la personne est indigente et que sa cause n'est pas dénuée de chances de succès.
Dans certains cas, le prévenu est obligé d'avoir un avocat comme défenseur et, s'il ne désigne pas de défenseur privé, les autorités ordonne une défense d’office.